# Леве (коммуна)
Леве́ (фр. Levet) — коммуна во Франции, находится в регионе Центр. Департамент — Шер. Главный город кантона Леве. Округ коммуны — Бурж.
Код INSEE коммуны — 18126.

## География
Коммуна расположена приблизительно в 220 км к югу от Парижа, в 115 км южнее Орлеана, в 18 км к югу от Буржа.
По территории коммуны протекает небольшая река Ромпен.

## Население
Население коммуны на 2008 год составляло 1335 человек.
| 1962 | 1968 | 1975 | 1982 | 1990 | 1999 | 2008 |
| ---- | ---- | ---- | ---- | ---- | ---- | ---- |
| 867  | 992  | 1108 | 1266 | 1342 | 1269 | 1335 |

## Администрация
| Период | Период | Фамилия          | Партия | Примечания |
| ------ | ------ | ---------------- | ------ | ---------- |
| 1989   | 1994   | Рене Видаль      |        |            |
| 1994   | 2008   | Жан Домен        |        |            |
| 2008   | 2014   | Жан-Франсуа Баро |        |            |

## Экономика

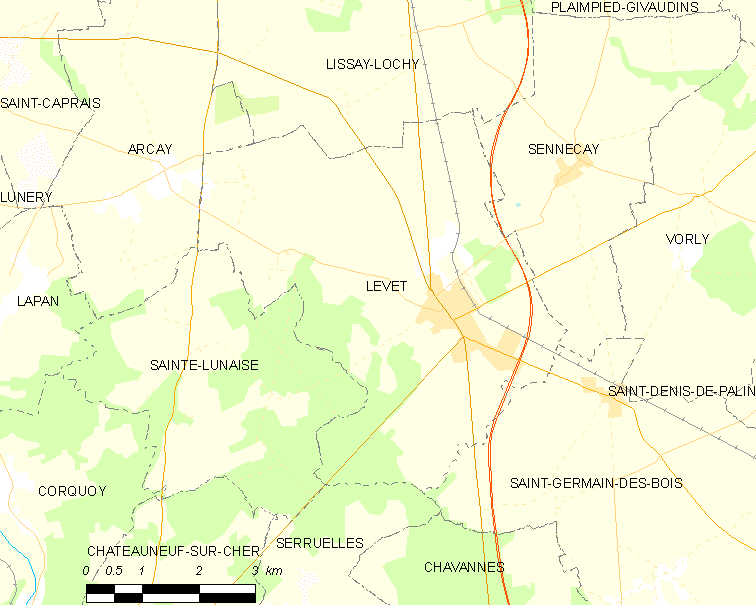
Карта коммуны

В 2007 году среди 836 человек в трудоспособном возрасте (15-64 лет) 626 были экономически активными, 210 — неактивными (показатель активности — 74,9 %, в 1999 году было 72,1 %). Из 626 активных работали 580 человек (319 мужчин и 261 женщина), безработных было 46 (20 мужчин и 26 женщин). Среди 210 неактивных 55 человек были учениками или студентами, 85 — пенсионерами, 70 были неактивными по другим причинам.